# St. Andreas (Geilsheim)

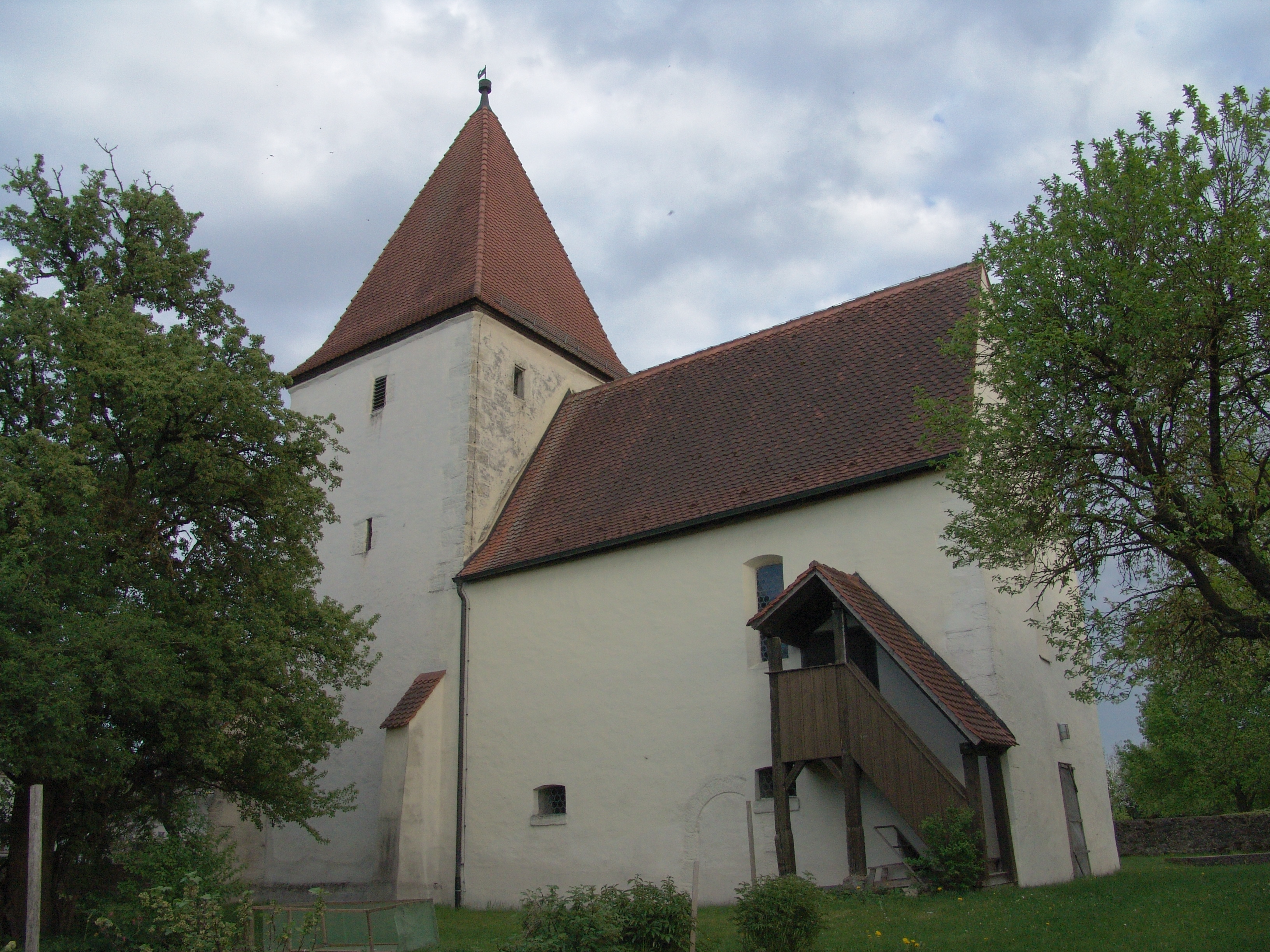
St. Andreas (Geilsheim)

Die evangelische, denkmalgeschützte Kapelle St. Andreas steht in Geilsheim, einem Gemeindeteil der Stadt Wassertrüdingen im Landkreis Ansbach (Mittelfranken, Bayern). Das Bauwerk ist unter der Denkmalnummer D-5-71-214-80 als Baudenkmal in der Bayerischen Denkmalliste eingetragen. Die Kapelle gehört zum Dekanat Wassertrüdingen im Kirchenkreis Ansbach-Würzburg der Evangelisch-Lutherischen Kirche in Bayern.

## Beschreibung
Der gotische Chorturm auf quadratischem Grundriss, der mit einem Pyramidendach bedeckt ist, stammt aus dem 14. Jahrhundert. Seine Wände werden von Strebepfeilern gestützt, um den Gewölbeschub des Kreuzrippengewölbes abzufangen, mit dem der Chor, d. h. das Erdgeschoss des Chorturms, überspannt ist. An ihn wurde 1746 das mit einem Satteldach bedeckte zweigeschossige Langhaus nach Westen angefügt. Der Zugang zum Kirchsaal erfolgt über eine Außentreppe. Im Innenraum des Chors sind noch Wandmalereien aus dem 15. Jahrhundert vorhanden.